# Графство Зонненберг
Графство Зонненберг (до 1463 г. — сеньория) (нем. Grafschaft Sonnenberg, нем. Herrschaft Sonnenberg) — государство в составе Священной Римской империи, располагавшееся в Форарльберге и существовавшее как минимум с XIII в. по 1474 г.

## История
Сеньория Зонненберг простиралась от Летце близ Фельдкирха с перерывами до Арльберга и включала в себя южный Валльгау (левый берег реки Илль от Сталлура до Фрастанца), долину Гампердона, Бранднерталь и Клостерталь до Арльберга. В то время графство также включало сеньории Ягдберг (северо-западный Вальгау), Блюменегг (северо-восточный Вальгау и Гросвальзерталь) и суд Таннберг.
Территория сеньории, помимо Нюцидерса, включала в себя Фрастанц и Ненцинг, Бюрс, Бюрзерберг и Бранд, а также Иннербрац, Клёстерле и Далас, но не Блуденц, в сеньорию которого входил Монтафон. Первоначально принадлежавшая Зонненбергу сеньория Розенегг (Бюрс), объединилась с Блуденцом в 1474 году.

## Wappen

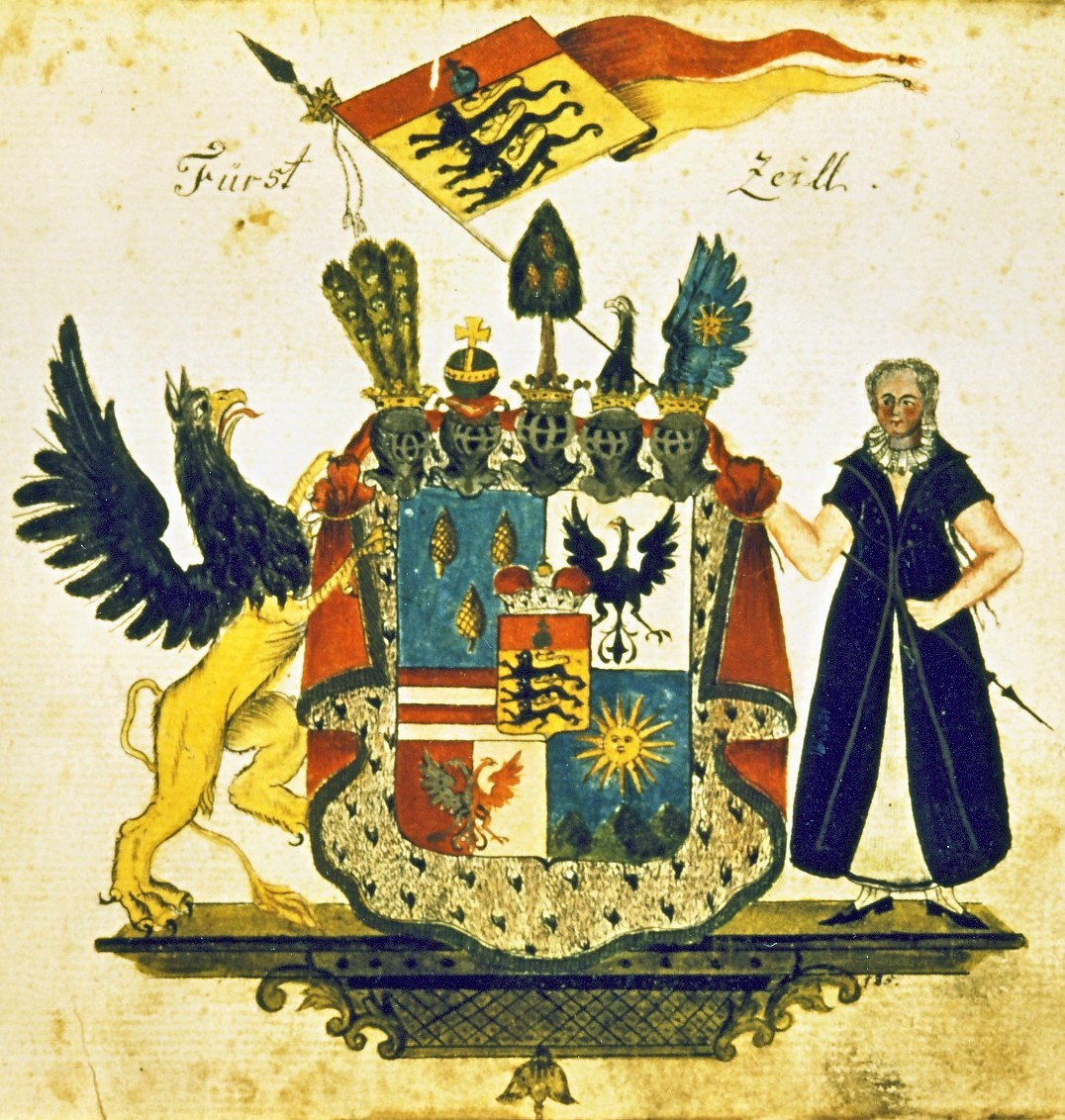
Герб династии Вальдбург-Цайль.

На гербе изображено золотое солнце в синем цвете над горой в натуральных цветах или золотом цвете.
Герб графов Зонненберг по сей день также является составной частью общего герба княжеских семей из дома Вальдбург: Вальдбург-Вольфегг, Вальдбург-Цайль и Вальдбург-Цайль-Лустенау-Хоэнемс.
Муниципалитет Нюцидерс также использует этот герб с изображением горы в чёрном цвете.

## История
Согласно документам, принадлежавшая Монфортам и впервые упомянутая в 1242 г. сеньория Зонненберг по разделу наследства около 1260 года перешли к линии Верденберг-Зарганс. В 1258 г. был построен замок Нюцидерс, с ммента реконструкции в 1409/1410 г. — замок Зонненберг.
Трухсесс Эберхард I Вальдбург приобрел 19 июля 1455 года у своего будущего зятя графа Верденберг-Сарганса Йорга (Георга) и его брата Вильгельма Монфорта крепости и владения Зонненбер за 15 тыс. гульденов. Прилегавшую к этим владениям сеньорию Блуденц вместе с долиной Монтафон он уже держал в качестве залога.
11 августа 1463 г. император Фридрих III возвысил Зонненберг до графства, а семью Эберхарда I — до имперских графов.
После долгих боев, в ходе которых замок Зонненберг был разрушен, граф Эберхард I по договору от 31 августа 1474 г. за 34 тыс. флоринов продал графство герцогу Передней Австрии Сигизмунду. Последние деньги от этой продажи много лет спустя получил его наследник Георг III фон Вальдбург-Цайль, который был женат первым браком на дочери Иоганна фон Зонненберга и его частичной наследнице Аполлонии. В 1511 году после убийства графа Андреаса к нему перешло поместье Зонненберг.
Вильгельм фон Вальдбург-Траухбург (1504—1557) был женат на дочери Андреаса Сибилле и продал замок Ортенштейн Людвигу Чуди фон Гларусу в 1521 году.